# Vincenzo Sansonetti
Vincenzo Sansonetti (Noci, 15 febbraio 1952) è un giornalista e scrittore italiano.

## Biografia
Laureato in scienze politiche all'Università Cattolica del Sacro Cuore ha lavorato per tredici anni, dal 1976 al 1989, al quotidiano cattolico Avvenire.
Dal 1989 è al settimanale Oggi come responsabile delle pagine culturali e inviato. Collabora con le riviste Mass Media, Studi Cattolici e Il Timone.

## Opere
- Il complotto contro la vita, libro-inchiesta a cura di Vincenzo Sansonetti, Edizioni Ares, 1987.
- I giorni di Padre Pio, Sonzogno, 1999.
- Un santo di nome Giovanni La vita e le opere del Papa buono finalmente Beato, Sonzogno, 2000. ISBN 88-454-1994-0
- Maria, alba del terzo millennio. Il dono di Medjugorje, con Riccardo Caniato, Edizioni Ares, 2002. ISBN 978-88-8155-243-6
- L'Immacolata Concezione Dal dogma di Pio IX a Medjugorje, Piemme, 2004. ISBN 88-384-8410-4
- I messaggi di Medjugorje, Rizzoli, 2010. ISBN 978-88-17-03774-7
- I messaggi del Papa Buono, Rizzoli, 2010. ISBN 978-88-17-04382-3
- I messaggi di Madre Teresa Le parole di carità e di luce della Beata di Calcutta, Rizzoli, 2011. ISBN 978-88-17-04796-8
- Medjugorje Le immagini più belle, le emozioni più forti, con Daniele Calisesi e Riccardo Caniato, Rizzoli, 2011. ISBN 8817049433
- W Papa Francesco (con CD audio), Mimep Docete, 2013. ISBN 978-88-84-24240-2
- Francesco uno di noi, Rizzoli, 2013. ISBN 978-88-17-07025-6
- Nel nome di Giovanni 1958 Papa Giovanni XXIII 1978 Papa Giovanni Paolo II Due Papi Santi e due epoche a confronto, con Alfredo Tradigo, Mimep Docete, 2014. ISBN 978-88-84-24271-6
- Inchiesta su Fatima Un mistero che dura da cento anni, prefazione di Vittorio Messori, Mondadori, 2017. ISBN 978-88-04-67366-8